# أوبوتي (لقب)
أوبوتي Obote هو لقب، وهو اسم منتشر في أوغندا بشكل خاص.

## أشخاص يحملون اللقب
- ميلتون أوبوتي Apollo Milton Obote (1925-2005)، الرئيس الأسبق لأوغندا - كان زعيم أوغندا الذي قاد إلى استقلال أوغندا في عام 1962 من الاستعمار البريطاني. بعد استقلال البلاد، شغل منصب رئيس وزراء أوغندا 1962-1966 ورئيس أوغندا 1966-1971، ثم مرة أخرى 1980-1985. أطيح به من قبل عيدي أمين في انقلاب 1971، ولكن استعاد السلطة عام 1979. وشابت فترة حكمه الثانية بالقمع ومقتل العديد من المدنيين نتيجة للحرب الأهلية في أوغندا.[1]
- ميريا أوبوتي Miria Obote(ولدت في 16 يوليو 1936) هي السيدة الأولى السابقة لأوغندا، وأرملة الرئيس الأوغندي السابق ميلتون أوبوتي. وترشحت في الانتخابات العامة الأوغندية عام 2006.[2]